# Rossig buiskussen
Het rossig buiskussen (Tubifera ferruginosa) is een protist uit de familie Reticulariidae. Het is een sporenvormende structuur van een slijmzwam (myxomyceet). Het leeft saprotroof in naaldbos en gemengd bos op hout van naaldbomen en struiken.

## Kenmerken
Het rossig buiskussen bestaat uit een grote groep van ongesteelde sporangia die dicht opeengedrongen zijn. Een individuele sporangium wordt tot vijf millimeter hoog en heeft een diameter van 0,2 tot 0,4 millimeter. Een groep (pseudoaethalium) kan 15 cm in diameter worden, maar blijft vaak kleiner. Jonge exemplaren zijn helder roze tot oranje van kleur, later worden ze grauwbruin. De zwam geeft de voorkeur aan dood hout dat al behoorlijk ver is vergaan en bedekt is met sporenplanten.

## Verspreiding
Het rossig buiskussen komt wereldwijd voor. In Nederland en België is het algemeen.